# Francesc Zurita
Zurita  Martínez est un nom espagnol. Le premier nom de famille, en général paternel, est Zurita ; le second, en général maternel, souvent omis, est Martínez.
Francesc Zurita Martínez (né le 10 janvier 1992 à Blanes en Catalogne) est un coureur cycliste espagnol.

## Biographie
De 2011 à 2015, Francesc Zurita court au sein de divers clubs espagnols. Bon sprinteur, il se distingue en obtenant une dizaine de victoires, notamment dans les courses par étapes du calendrier national. Il se fait également remarquer parmi les professionnels lors de la saison 2015 en terminant cinquième du championnat d'Espagne sur route, et deuxième meilleur coureur amateur,. 
Grâce à ses bonnes performances, il est recruté par l'équipe continentale autrichienne Vorarlberg en 2016. Auteur de plusieurs tops dix sur le circuit UCI, il réalise sa meilleure performance au mois de septembre en prenant la deuxième place du Tour de Bohême de l'Est. Il connait en revanche une année 2017 décevante. 
Il redescend finalement chez les amateurs en 2018 en signant avec le CC Rías Baixas. Il remporte deux courses : le Mémorial Manuel Sanroma ainsi qu'une étape du Tour de Galice, et signe une quinzaine de tops dix. Il donne ensuite son accord pour rejoindre le club galicien Super Froiz en 2019. Finalement, il se rétracte et annonce la fin de sa carrière le 19 décembre, à l'âge de 26 ans.

## Palmarès et résultats

### Palmarès par année
- 2013
  - Clásica Velá de Triana
  - 4e étape du Tour de Tolède
- 2014
  - Trophée Eusebio Vélez
  - Mémorial Agustín Sagasti
  - 1re étape du Tour de Palencia
  - 1re étape du Tour de Cantabrie
  - Prueba Alsasua
- 2015
  - Trofeo San Antonio
  - Dorletako Ama Saria
  - 1re étape du Tour de León
  - 2e du championnat d'Espagne sur route amateurs
- 2016
  - 2e du Tour de Bohême de l'Est
- 2018
  - Classement général du Mémorial Manuel Sanroma
  - 4e étape du Tour de Galice
  - 2e de la Copa Galicia
  - 3e du Trofeo Ayuntamiento de Zamora

### Classements mondiaux
| Année           | 2016 |
| --------------- | ---- |
| UCI Europe Tour | 577e |